# Matyra
Il Matyra (in russo Матыра?) è un fiume della Russia europea settentrionale (oblast' di Tambov e di Lipeck), affluente di sinistra del Voronež.
La sorgente si trova vicino al villaggio di Bol'šaja Matyra vicino alla strada P119 Orël-Tambov. Il fiume scorre prevalentemente in direzione occidentale, alla città di Grjazi si allarga nel bacino idrico creato nel 1976. Alle porte di Lipeck sfocia nel Voronež a 216 km dalla foce. Ha una lunghezza di 180 km; l'area del suo bacino è di 5 180 km². Il suo maggior affluente è la Bajgora, proveniente dalla sinistra idrografica.